# Mallerenga capnegra europea
La mallerenga capnegra europea o mallerenga capnegra (Poecile montanus) és una espècie d'ocell de la família dels pàrids (Paridae) que habita diferents hàbitats boscosos, des de les Illes Britàniques i la major part d'Europa continental (absent però, de la península Ibèrica), cap a l'est, a través del nord-oest i centre de la Rússia europea i centre i sud de l'asiàtica, fins a Kamtxatka, Mongòlia, Xina, Tibet, Corea, Sakhalín, Japó, les illes Kurils.
És un ocell resident estès i comú per tota l'Europa temperada i subàrtica i per tot el Paleàrtic. El plomatge és de color marró grisós i blanc brut amb un casquet i un pitet negres. És més de zones de coníferes que la mallerenga d'aigua de la que està molt relacionada, la qual cosa explica que es reprodueixi molt més al nord. És resident i la majoria dels individus no migren.

## Taxonomia
Va ser descrita l'any 1827 pel naturalista suís Thomas Conrad von Baldenstein amb el nom trinomial Parus cinereus montanus. La localitat tipus són els boscos de muntanya al cantó dels Grisons, Suïssa. La mallerenga es troba ara en el gènere Poecile que va ser erigit pel naturalista alemany Johann Jakob Kaup el 1829. El nom del gènere, Poecile, és el nom grec antic per a un petit ocell ara no identificable i l'específic montanus és en llatí "de les muntanyes".
Poecile va ser tractat en un moment com un subgènere dins del gènere Parus, però l'anàlisi taxonòmica molecular, utilitzant tant gens nuclears com mitocondrials, dona suport a Poecile com un clade diferent. Dins de Poecile, la majoria de les espècies del Vell Món (incloent-hi la mallerenga capnegra europea) formen un clade separat de les del Nou Món. L'anàlisi taxonòmica ha demostrat que la mallerenga capnegra europea és un tàxon germà de la mallerenga del Caspi (Poecile hyrcanus).
Hi ha 14 subespècies reconegudes:
- P. m. kleinschmidti (Hellmayr, 1900) – Gran Bretanya.
- P. m. rhenanus (Kleinschmidt, 1900) - del nord-oest de França a l'oest d'Alemanya, el nord de Suïssa i el nord d'Itàlia.
- P. m. montanus (Conrad von Baldenstein, 1827) - sud-est de França fins a Romania, Bulgària i Grècia.
- P. m. salicarius (Brehm, CL, 1831) - Alemanya i l'oest de Polònia fins al nord-est de Suïssa i Àustria.
- P. m. borealis (de Sélys-Longchamps, 1843) - Escandinàvia i sud d'Ucraïna.
- P. m. uralensis (Grote, 1927) - sud-est de Rússia europea, Sibèria occidental i Kazakhstan.
- P. m. baicalensis (Swinhoe, 1871) - centre-est i est de Sibèria, nord de Mongòlia, nord de la Xina i Corea del Nord.
- P. m. anadyrensis (Belopolski, 1932) – nord-est de Sibèria.
- P. m. kamtschatkensis (Bonaparte, 1850) - Península de Kamtxatka i illes Kurils del nord.
- P. m. sachalinensis (Lönnberg, 1908) - Sakhalin i les illes Kurils del sud
- P. m. restrictus (Hellmayr, 1900) – Japó.
- P. m. songarus (Severtsov, 1873) - sud-est del Kazakhstan fins a Kirguizstan i nord-oest de la Xina.
- P. m. affinis (Przevalski, 1876) - centre nord de la Xina.
- P. m. stoetzneri (Kleinschmidt, 1921) – nord-est de la Xina.

La mallerenga de Sichuan (Poecile weigoldicus) es tractava anteriorment com una subespècie de la mallerenga capnegra europea. El 2002 va ser promogut a l'estatus d'espècie basant-se en una anàlisi filogenètica que comparava seqüències d'ADN del gen del citocrom-b mitocondrial. Els resultats d'un locus únic es van confirmar més tard gràcies a una anàlisi multi-locus més amplia publicada el 2017.

## Descripció

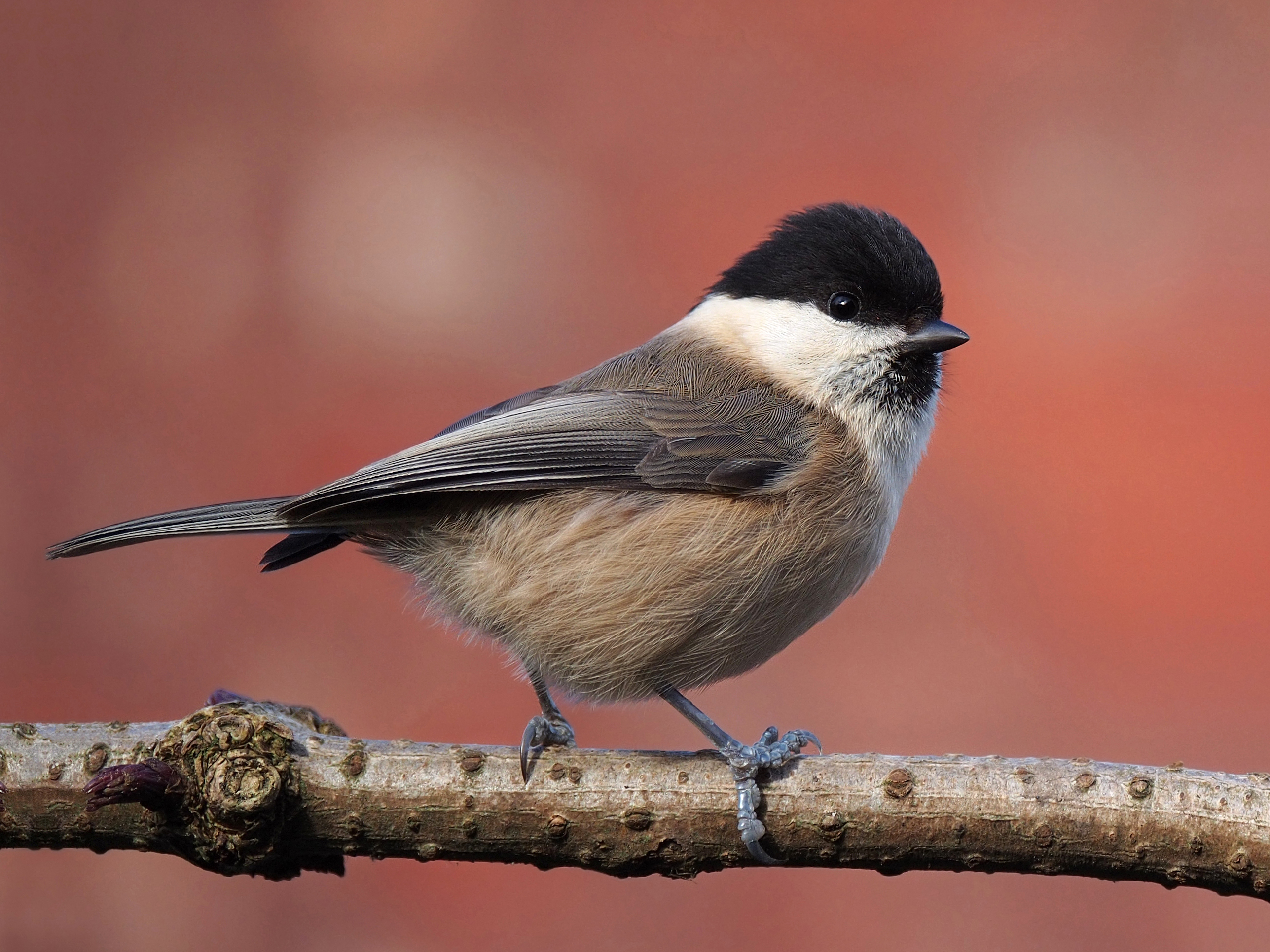
Mallerenga capnegra europea (fotografia feta al Regne Unit).

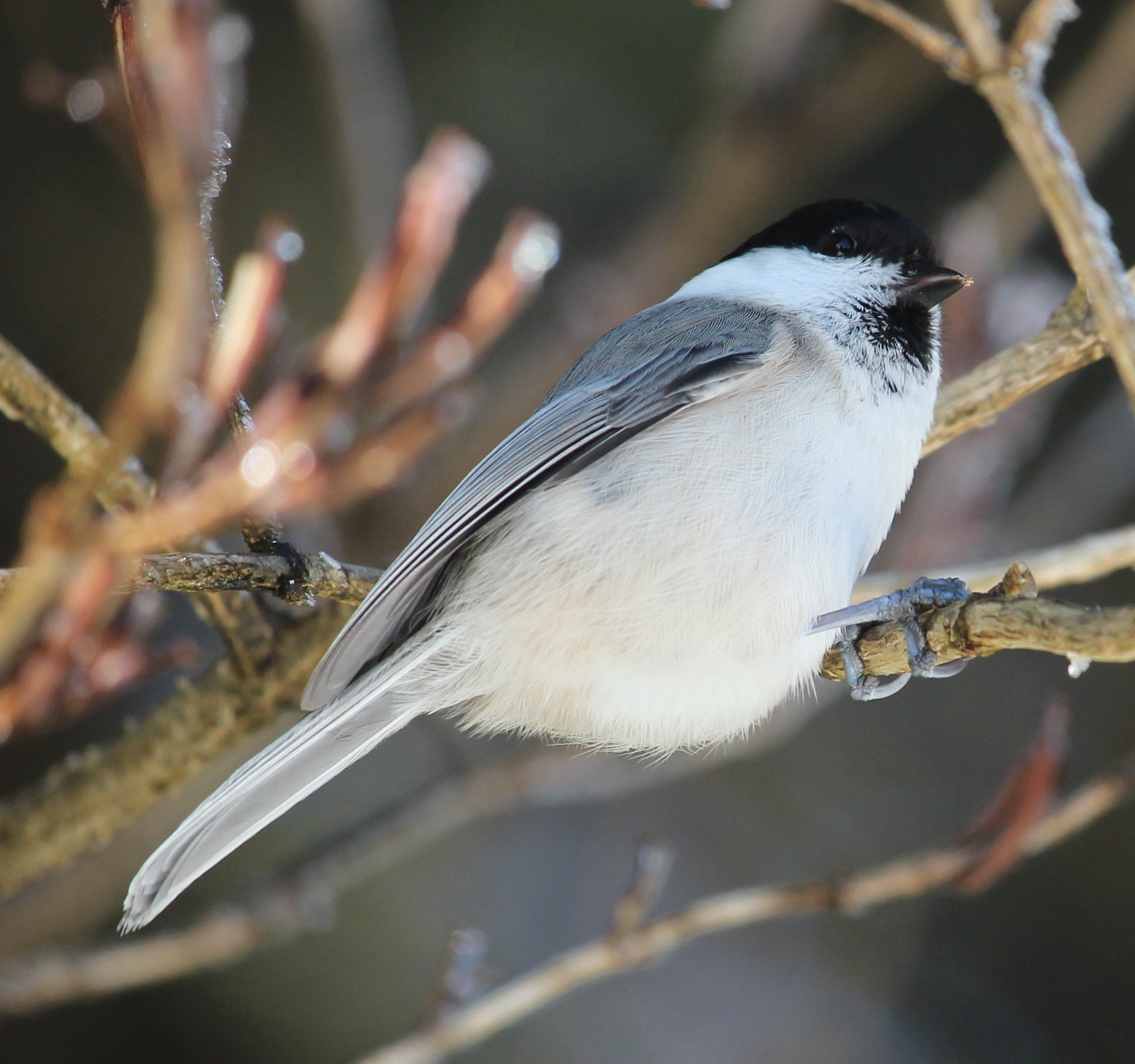
Subespècie Poecile montanus restrictus al Japó.

Fa 11,5 cm de llargada, té una envergadura de 17 a 20,5 cmi pesa uns 11 g. Té un cap gros, un bec prim, un casquet llarg i d'un negre apagat que baixa fins al dors i un pitet negre. Els costats de la cara són blancs, l'esquena és de color gris-marró i les parts inferiors són de color beix. Els sexes són semblants en aparença.
A la zona oriental de la seva distribució és molt més pàl·lida que la mallerenga d'aigua, però a mesura que hom va cap a l'oest les diferents races es tornen cada cop més semblants, tant és així que no va ser reconeguda com a ocell reproductor a Gran Bretanya fins a finals del segle xix, malgrat estar tant generalitzat.
La mallerenga capnegra europea es distingeix de la mallerenga d'aigua per ser d'un color marró sutge en comptes d'un casquet negre blavós brillant; el color general és, d'altra banda, semblant, encara que les parts inferiors són més brillants i els flancs clarament més vermellosos; les vores de color brillant pàl·lid a les secundàries formen un pegat lleuger amb l'ala tancada. Les plomes de la coroneta i el pitet negre sota el bec són més llargues, però no és un fet fàcil de veure.
El crit més habitual és un "zee, zee, zee" nasal, però evidentment les notes de l'ocell varien considerablement. De tant en tant repeteix quatre o cinc vegades una nota doble, "ipsee, ipsee".

## Comportament i ecologia

### Cria

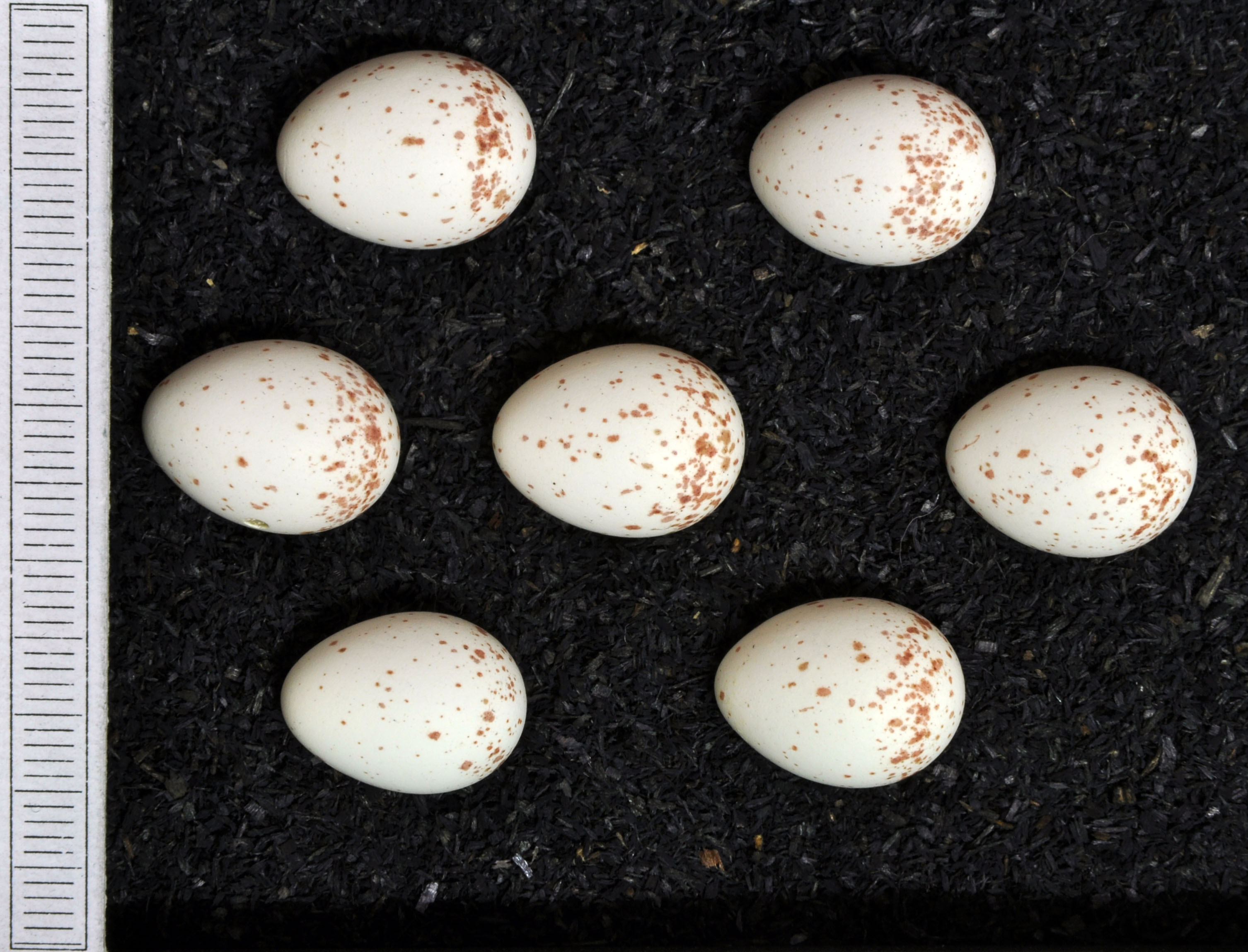
Ous, col·lecció Museu de Wiesbaden, Alemanya.

La mallerenga excava el seu propi forat de nidificació, fins i tot perforant l'escorça dura; això sol ser en una soca podrida o en un arbre, més o menys deteriorat. La majoria dels nius són fet amb material de feltre, com ara pell, cabells i estelles de fusta, però de vegades utilitzen plomes. Els ous es posen diàriament. La posta té normalment entre sis i nou ous. Els ous tenen un fons blanc i estan marcats amb taques i taques de color marró vermellós que sovint es concentren a l'extrem més ample. Mesuren al voltant de 15,8 mm × 12,3 mm i pesen 1,2 g. Els ous són incubats per la femella sola i es desclouen passats uns 13-15 dies. Els pollets són cuidats i alimentats pels dos progenitors, però només la femella els cria. Els cries volen al cap de 17 a 20 dies. Només fan una sola cria cada temporada.
En un estudi amb dades de recuperació d'anellaments realitzat al nord de Finlàndia, la taxa de supervivència dels joves durant el primer any va ser de 0,58% i la taxa de supervivència anual dels adults posterior va ser de 0,64%. Per als ocells que sobreviuen el primer any, la vida útil típica és, per tant, de només tres anys. L'edat màxima registrada és d'11 anys i quatre mesos; això s'ha registrat per a un ocell a Finlàndia i per a un altre prop de Nottingham a Anglaterra.

### Alimentació i alimentació
Els ocells s'alimenten d'insectes, erugues i llavors, igual que altres mallerengues. Aquesta espècie està parasitada per la puça d'aigua, (Dasypsyllus gallinulae).

## Estat
La mallerenga té una distribució extremadament gran amb una població estimada d'entre 175 i 253 milions d'individus madurs. Aquesta gran població sembla estar disminuint lentament, però el descens no és prou ràpid com per apropar-se al llindar de vulnerabilitat. Per tant, la Unió Internacional per a la Conservació de la Natura classifica l'espècie com de "Risc Mínim". En canvi, el nombre al Regne Unit va disminuir un 83% entre el 1995 i el 2017. També hi va haver una contracció en el rang. Es creu que el ràpid declivi es deu a tres factors: la pèrdua d'hàbitat, la competència pels forats dels nius per part d'altres mallerengues, especialment les mallerengues blaves i la depredació del niu per part del picot garser gros. Durant el mateix període, el nombre d'aquesta espècie de picots es va multiplicar per quatre.